# Gråbrødretorv

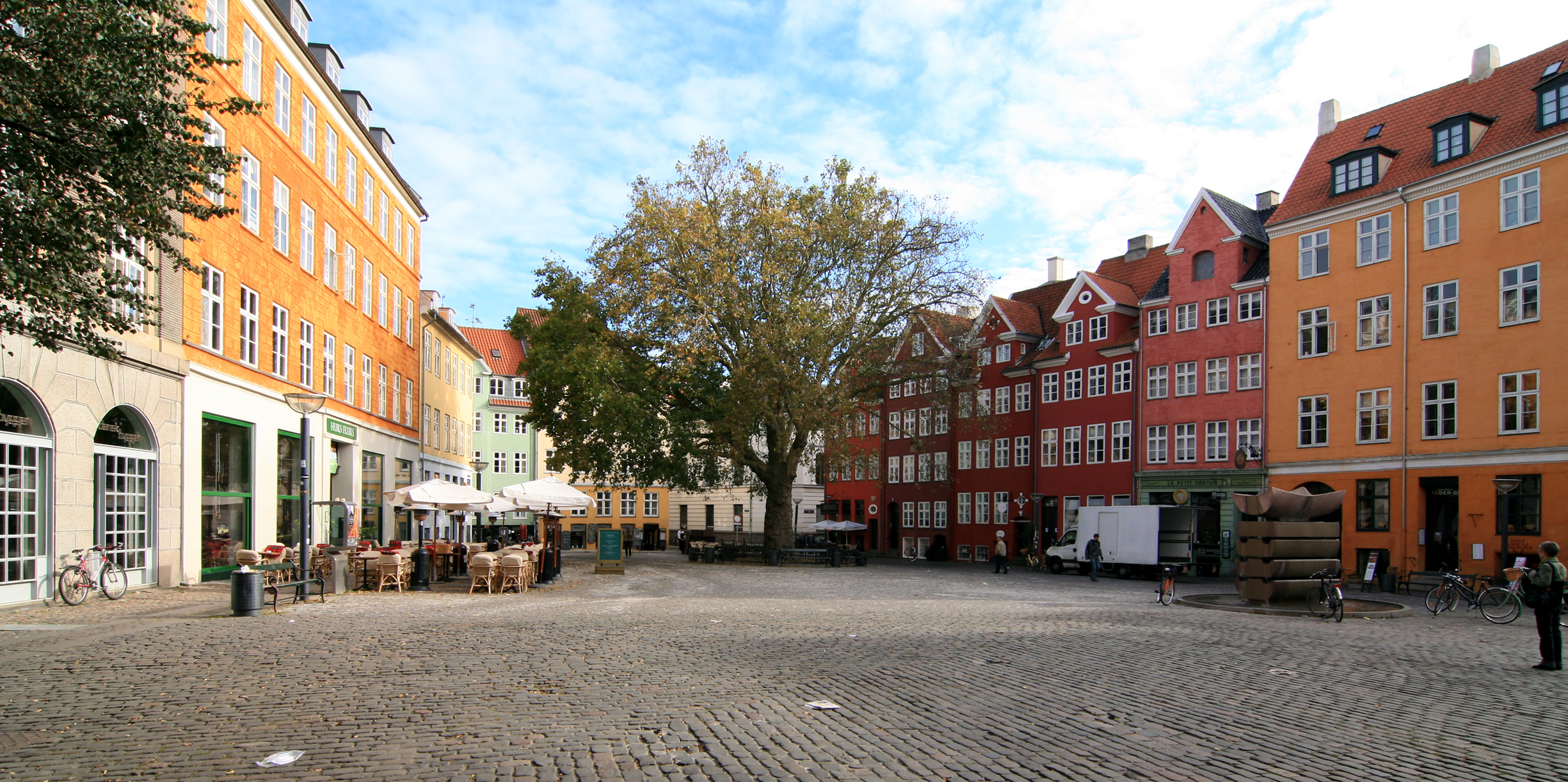
Gråbrødretorv, 2007

Gråbrødretorv (deutsch Franziskanerordenplatz) zeitweilig Ulfeldts Plads ist ein Platz in Kopenhagen. Im Jahr 1238 wurde das Kloster des Franziskanerorden an dieser Stelle errichtet, daher bekam der Platz seinen Namen, denn im Dänischen heißt der Franziskanerorden „Gråbrødre“, wörtlich: „Graue Brüder“ nach der Farbe ihrer Gewänder.

## Kloster des Franziskanerorden
Gräfin Ingerd af Regenstein (1200–1257) schenkte dem Kloster, das lange Zeit das einzige der Stadt war, ihren im gleichen Ortsteil gelegenen großen Hof. Sie war die Schwester von Bischof Peder Sunesøn und damit Teil des berühmten Hvide-Geschlechts. Geweiht wurde das Kloster der Sankt Katharina und das Hauptgebäude des Klosters grenzte an die Klosterstræde, während mehrere kleinere Gebäude und zugehörige Gärten über das gesamte Gebiet bis zur Købmagergade verteilt waren.
Am 25. April 1530 wurde das Kloster aufgelöst. Als im selben Jahr die Ausstattung des Klosters ermittelt wurde, umfasste es eine Reihe von „Wirtschaftsbauten“ wie Sakristei, Waschküche, Malzkeller, Küche, Gesellenherberge, Tischlerwerkstatt, Gästeherberge und Pförtnerhaus. Die Gebäude kamen zunächst in den Besitz des Magistrats, wurden aber 1532 teilweise abgerissen. Reste sind jedoch noch erhalten. Unter dem Grundstück Gråbrødretorv 11/Valkendorfsgade 20 befinden sich Teile der Kellermauer aus dem Mittelalter. Das „Gefängnis“ der Franziskaner konnte 1530 direkt als Stadtgefängnis weitergeführt werden und fungierte als solches bis 1623, als König Christian IV. es in eine Zuchthaus- und Waisenhauskirche umwandelte. Beim Brand von 1728 wurde das Haus schwer beschädigt. Das Nationalmuseum führte 1968 bauarchäologische Untersuchungen des Grundstücks Gråbrødretov 13 durch. Hier wurden Reste mittelalterlichen Mauerwerks gefunden, die von einem der anderen „Wirtschaftsgebäude“, wahrscheinlich der Gästeherberge, stammen müssen.

## Bau des Corfitz Ulfeldt

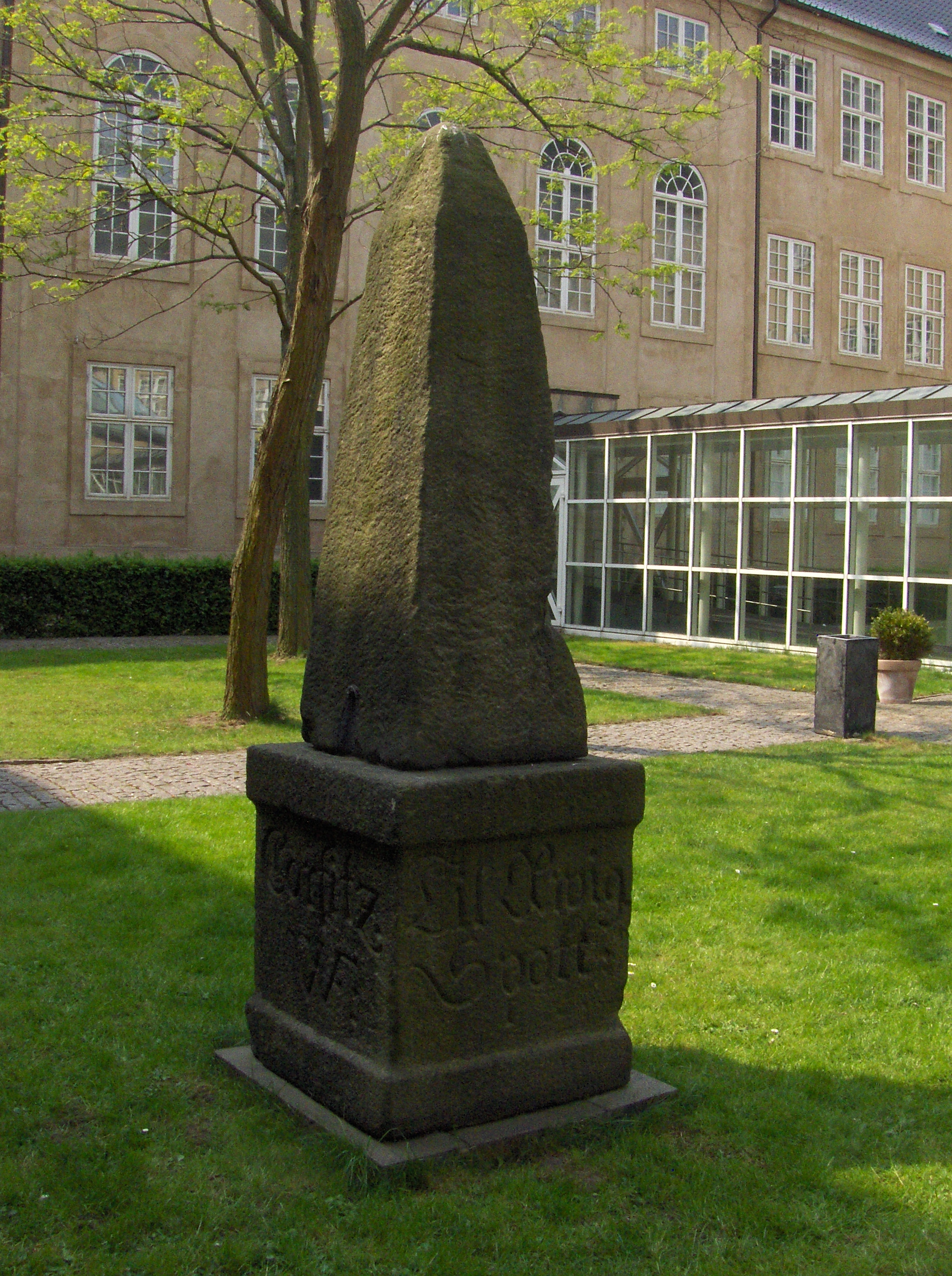
Ulfeldts Schandmal mit der Aufschrift Forræderen Corfitz WF Till Æwig Spott, Skam og Skiendsel (Dem Verräter Corfitz zu ewigem Spott, Schmach und Schande)

Nach der Auflösung des Klosters baute der mächtige Reichsrat Corfitz Ulfeldt (1606–1664) seinen Hof auf einem Teil des Klostergeländes, wo er mit seiner Frau Eleonora Christina, Tochter von König Christian IV., fürstlich lebte. Das Gericht verurteilte ihn am 24. Juli 1663 wegen Landesverrats in Abwesenheit zur Todesstrafe. Seine Güter wurden konfisziert und seine Kinder verbannt. Man riss seinen Hof ab, um das Baumaterial anderweitig zu verwenden. Das Gelände wurde als öffentlicher Platz unter dem Namen „Ulfeldts Plads“ angelegt und in seiner Mitte errichtet man für ihn ein Schandmal (dänisch Corfitz Ulfeldts skamstøtte) in Erinnerung an seine Missetaten. Er selbst starb auf der Flucht aus Riehen am 20. Februar 1664 bereits schwerkrank auf dem Rhein zwischen Basel und Neuenburg.

## Stadtbrand 1728
Durch den Stadtbrand von 1728 wurde fast die gesamte Siedlung um Ulfeldts Plads eingeebnet. Aus der Zeit danach stammen die heutigen Grundstücke an der Südseite des Platzes, einige schöne Beispiele der sogenannten „Feuerhäuser“. Auf der Inschrift über dem Eingang zu Gråbrødretorv 1 steht: „Hvad Ilden har fortæret har Gud igen beskiert“ (deutsch: „Was das Feuer hat verzehrt, hat Gott wieder beschert.“) Die Gebäude an der Westseite des Platzes wurden nach der Bombardierung 1807 errichtet und sind typisch für den Baustil dieser Zeit.
Im Jahr 1841 änderte man den Namen des Platzes von „Ulfeldts Plads“ in „Gråbrødretorv“.
Eine Platane wurde im Jahr 1902 gepflanzt, die inzwischen sehr groß gewachsen ist.
Im Zusammenhang mit dem Zweiten Weltkrieg wurden Pfähle auf dem Gelände errichtet, und bis 1968 gab es um diese herum Auto-Parkplätze. Danach erhielt der Platz den Status einer Fußgängerzone und der Platz wurde 1971 mit einem Springbrunnen von dem dänischen Bildhauer Søren Georg Jensen (1917–1982) verschönert. Auch zahlreiche Restaurants und Cafés prägen heute den Platz.

## Galerie

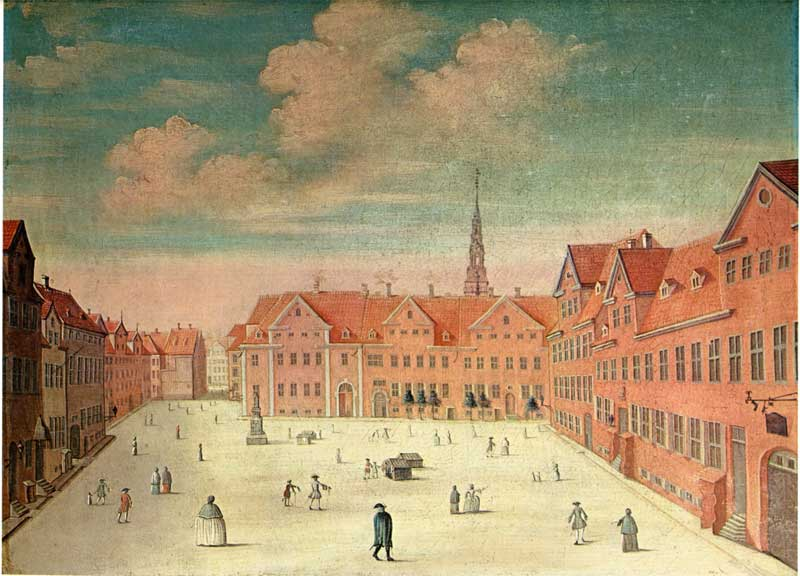
Johannes Rach und Hans Heinrich Eegberg: Ulfeldts Plads, 1749, Nationalmuseet
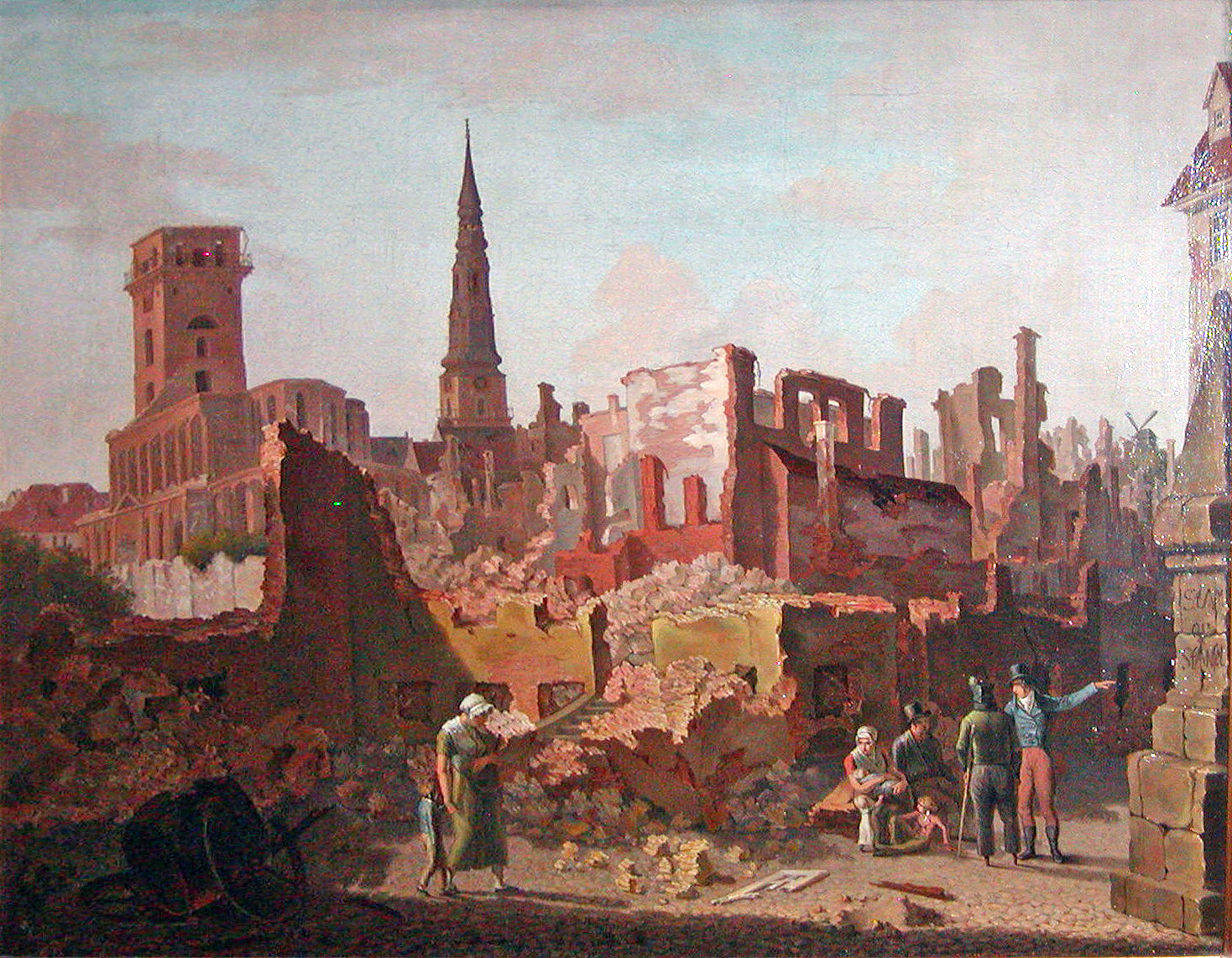
Gråbrødre Torv nach dem Bombardement im Jahr 1807, Jens Peter Møller, 1808, Frederiksborg Slot
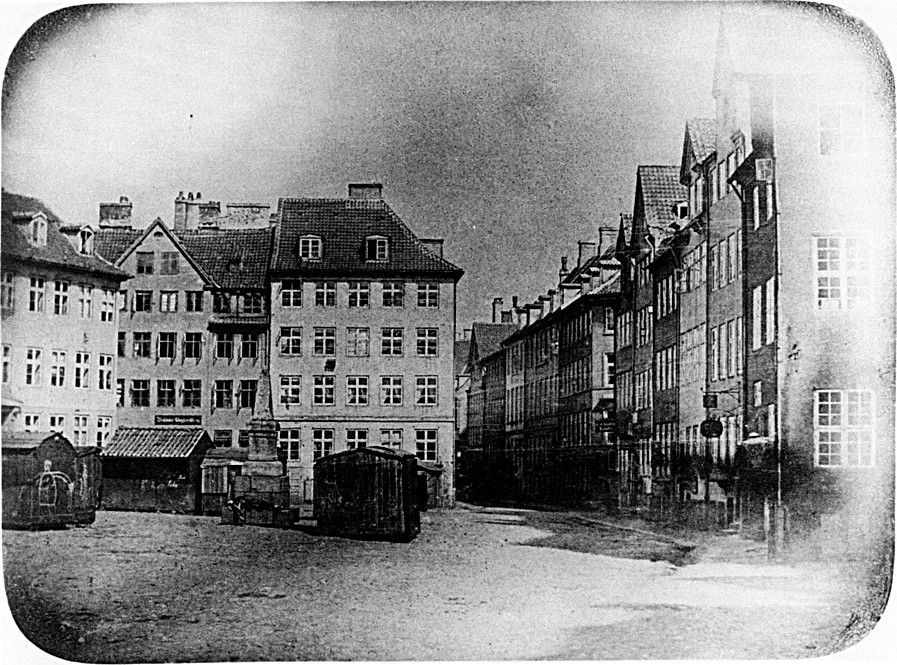
Peter Faber: Ulfeldts Plads, Dänemarks erste noch heute existierende Fotografie, eine Daguerreotypie von 1840